# Yusuf ben Sulayman al-Tinmali
Yusuf ben Sulayman al-Tinmali est un chef berbère masmouda originaire de la tribu de Mesekkâla des Ahl Tinmel, dans le Haut Atlas marocain. Il est un personnage de premier plan dans la fondation de l'Etat almohade naissant, puis dans l'organisation de l'empire sous le premier calife Abd al-Mumin, et vraisemblablement sous son successeur. 
Selon la plupart des sources, Yusuf fait partie du Conseil des Cinquante. Toutefois selon Abdelwahid al-Marrakushi, Yusuf est membre du Conseil des Dix, instance suprême du mouvement almohade, comme son frère Abdallah ben Sulayman. 
Yusuf ben Sulayman est nommé gouverneur de Carmona récemment conquise vers 1161-1162.

## Biographie
Abd al-Mumin confie les hautes charges militaires de l'Empire à différents cheikh almohade, à savoir Omar ben Abdallah al-Sanhaji, Abou Hafs Omar El Hintati, Yusuf ben Sulayman al-Tinmali, Abou Mohammed Abd el-Haqq el-Ganfisi (connue sous le nom de Ibn Zaggou), et Ibn Yumur Wayhlaf. 
Devant les nombreuses exactions almohades en Andalousie, causées notamment par deux frères d'Ibn Toumert, Abdelaziz et Aïssa, une révolte éclate à Niebla, et s'étend rapidement à Silves, Cadix et Badajoz. Yusuf ben Sulayman est envoyé à la tête d'une armée almohade, et rétablit rapidement la situation.
Vers 1161-1162, Abd al-Mumin envoie le cheikh Yusuf ben Sulayman avec des troupes pour diriger Carmona récemment conquise.